# Akiéni
Akiéni – miasto w Gabonie, w prowincji Ogowe Górne.